# Российско-кувейтские отношения
Российско-кувейтские отношения — двусторонние дипломатические отношения между Россией и Кувейтом.

## История
Советско-кувейтские дипломатические отношения были установлены 11 марта 1963 года.
28 декабря 1991 году эмир Кувейта направил президенту России послание, в котором заявил о признании Российской Федерации.
На высшем уровне получила развитие практика обмена посланиями и визитами, налажены контакты по линии парламентов двух стран.

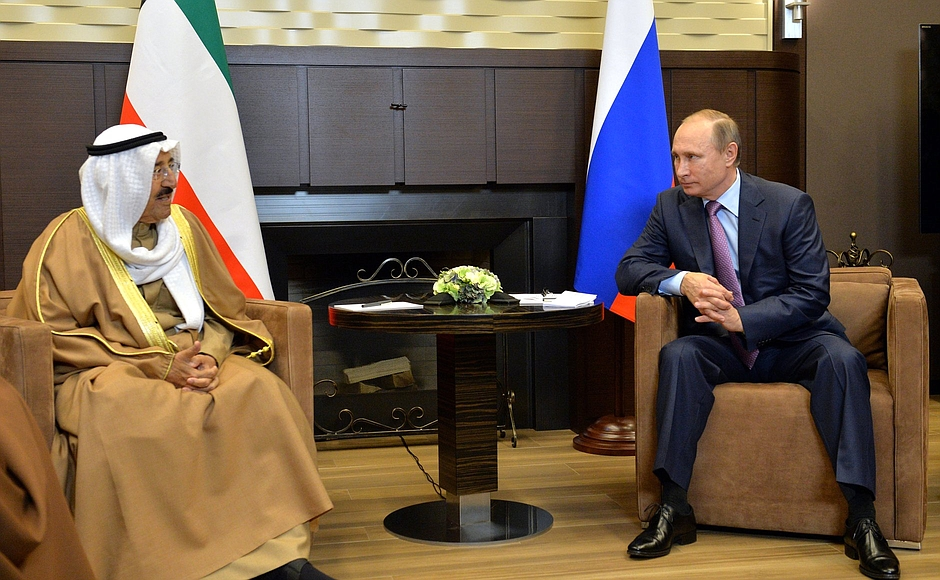
Встреча Владимира Путина с Эмиром Кувейта Сабахом Аль-Ахмедом Ас-Сабахом 2015 год

Осуществляется военно-техническое сотрудничество.
Объём торгово-экономических связей незначителен. В 1991 году образовался значительный советский долг перед Кувейтом, который Россия погасила в 2016 году (выплаченная сумма составила 1,72 млрд долларов, из которых сам долг в размере 1,1 млрд долларов был оплачен деньгами, а 620 млн долларов процентов погашены поставками товаров).
Руководство Кувейта рассматривает присутствие России в регионе в качестве важного фактора обеспечения безопасности и стабильности в зоне Персидского залива.
По состоянию на 1 января 2025 года прямого авиасообщения между Россией и Кувейтом нет. Регулярные рейсы международных авиакомпаний, связывающие Москву и Эль-Кувейт, осуществляются через аэропорты Амстердама, Афин, Дохи, Дубая, Каира, Лондона и Стамбула.